# Tom Dumoulin
Tom Dumoulin, född den 11 november 1990 i Maastricht, är en nederländsk tävlingscyklist.
Han tog OS-silver i tempolopp i samband med de olympiska tävlingarna i cykelsport 2016 i Rio de Janeiro. Han upprepade sitt OS-silver i Tokyo-OS 2020 efter att ha kommit mer än en minut efter Primož Roglič på den 44 kilometer långa tempobanan.